# Le Lobby pro-israélien et la politique étrangère américaine
Le Lobby pro-israélien et la politique étrangère américaine est un livre reprenant et continuant la thèse avancée dans l'article « Le lobby pro-israélien » publié dans le numéro du 23 mars 2006 de la London Review of Books.
Suivant cette thèse, le soutien matériel et diplomatique considérable fourni par les États-Unis à Israël ne peut suffisamment s'expliquer par des raisons stratégiques ou morales. Le livre étaye et complète cette thèse en fournissant comme facteur explicatif l'action collective, mais non centralisée, d'un ensemble d'individus œuvrant pour ce qu'ils croient être les intérêts de l'État d'Israël : le lobby pro-israélien, dont des organisations comme l'AIPAC, auraient une puissance considérable sur la politique des États-Unis.